# Erdőssy Béla (festő)
Erdőssy Béla (Ekel, 1871. április 6. – Budapest, Józsefváros, 1928. november 25.) grafikus, festő, képzőművészeti főiskolai tanár.

## Életútja
Erdőssy Ferenc és Zámory Ida fiaként született. Kezdetben jogi tanulmányokat folytatott, majd a budapesti Mintarajziskolában tanult, ahol mestere Lotz Károly volt. Eleinte műegyetemi tanársegédként dolgozott, 1897-től a Képzőművészeti Főiskola tanára volt egészen 1925-ben történt nyugdíjazásáig. 1894-től mutatta be képeit a Műcsarnokban. Számtalan rézkarcot és színes linóleummetszetet készített. A Magyar Nemzeti Galéria számos képét őrzi. Több hazai és külföldi díjat is elnyert. Halálát agyvérzés, tüdőgyulladás okozta.

## Főbb műve
- A szemléleti látszattan jelentősége és alkalmazásának fő elvei (Bp., 1909)